# Aneth
Aneth é uma Região censo-designada localizada no estado norte-americano de Utah, no Condado de San Juan.

## Demografia
Segundo o censo norte-americano de 2000, a sua população era de 598 habitantes.

## Geografia
De acordo com o United States Census Bureau tem uma área de
30,3 km², dos quais 29,5 km² cobertos por terra e 0,8 km² cobertos por água. Aneth localiza-se a aproximadamente 1375 m acima do nível do mar.

## Localidades na vizinhança
O diagrama seguinte representa as localidades num raio de 36 km ao redor de Aneth.